# Watsonia wilmaniae
Watsonia wilmaniae là một loài thực vật có hoa trong họ Diên vĩ. Loài này được J.W.Mathews & L.Bolus miêu tả khoa học đầu tiên năm 1927.